# Comté de Duplin
Le comté de Duplin est un comté de la Caroline du Nord. Le siège du comté se situe à Kenansville.

## Histoire
Le comté a été constitué en 1750 à partir du comté de New Hanover et tient son nom de Thomas Hay, 9e comte de Kinnoul, vicomte de Dupplin. En 1784, il a été scindé en deux pour former le comté de Sampson dans sa partie occidentale.

## Communautés

### Towns
- Beulaville
- Calypso
- Faison
- Greenevers
- Harrells
- Kenansville
- Magnolia
- Mount Olive
- Rose Hill
- Teachey
- Wallace
- Warsaw

### Census-designated place
Potters Hill

### Zones non-incorporées
- Chinquapin
- Fountaintown
- Murphey
- Pasley
- Hallsville

## Démographie
| 1790  | 1800  | 1810  | 1820  | 1830   | 1840   |
| ----- | ----- | ----- | ----- | ------ | ------ |
| 5 663 | 6 796 | 7 863 | 9 744 | 11 291 | 11 182 |

| 1850   | 1860   | 1870   | 1880   | 1890   | 1900   |
| ------ | ------ | ------ | ------ | ------ | ------ |
| 13 514 | 15 784 | 15 542 | 18 773 | 18 690 | 22 405 |

| 1910   | 1920   | 1930   | 1940   | 1950   | 1960   |
| ------ | ------ | ------ | ------ | ------ | ------ |
| 25 442 | 30 223 | 35 103 | 39 739 | 41 074 | 40 270 |

| 1970   | 1980   | 1990   | 2000   | 2010   | - |
| ------ | ------ | ------ | ------ | ------ | - |
| 38 015 | 40 952 | 39 995 | 49 063 | 58 505 | - |